# Championnat d'Éthiopie de football 2020-2021
Navigation
Saison précédente Saison suivante
La saison 2020-2021 du Championnat d'Éthiopie de football est la soixante-quinzième édition de la première division en Éthiopie, la Premier League. Elle regroupe, sous forme d'une poule unique, treize équipes du pays qui se rencontrent deux fois au cours de la compétition, à domicile et à l'extérieur. À l'issue de la saison, les trois derniers du classement sont relégués et remplacés par les trois meilleurs clubs de deuxième division. 

## Déroulement de la saison
La saison débute le 12 décembre 2020, avec les mêmes équipes de la saison précédente qui a été annulée en raison de la pandémie de Covid-19. Toutefois en raison de la Guerre du Tigré, trois clubs de la région ne prennent pas part au championnat qui est réduit à treize équipes.
Tous les matchs allers se déroulent à Addis-Abeba et Jimma, les matchs retours à Baher Dar, Dire Dawa et Hawassa.
Fasil City remporte le championnat et son premier titre de champion d'Ethiopie.

## Les clubs participants
- Baher Dar Kenema FC
- Ethiopian Coffee Sport Club
- Awassa City FC
- Sebeta City Football Club
- Fasil City
- Wolkite City FC
- Sidama Coffee FC
- Adama City FC
- Dire Dawa City FC
- Saint-George SC
- Hadiya Hossana FC
- Welayta Dicha FC
- Jimma Aba Jifar FC
- Shire Endaselassie FC
- Mekele City FC
- Welwalo Adigrat University

- Les clubs barrés sont ceux de la région du Tigré qui ne participent pas à la compétition.

## Compétition
Le barème de points servant à établir les classements se décompose ainsi :
- Victoire : 3 points
- Match nul : 1 point
- Défaite : 0 point

### Classement
| Rang | Équipe                      | Pts | J  | G  | N  | P  | Bp | Bc | Diff |
| ---- | --------------------------- | --- | -- | -- | -- | -- | -- | -- | ---- |
| 1    | Fasil City                  | 54  | 24 | 16 | 6  | 2  | 38 | 17 | +21  |
| 2    | Ethiopian Coffee Sport Club | 41  | 24 | 11 | 8  | 5  | 44 | 29 | +15  |
| 3    | Saint-George SC             | 40  | 24 | 11 | 7  | 6  | 37 | 26 | +11  |
| 4    | Hadiya Hossana FC           | 38  | 24 | 10 | 8  | 6  | 26 | 19 | +7   |
| 5    | Sebeta City Football Club   | 37  | 24 | 9  | 10 | 5  | 28 | 26 | +2   |
| 6    | Awassa City FC              | 35  | 24 | 9  | 8  | 7  | 31 | 27 | +4   |
| 7    | Baher Dar Kenema FC         | 33  | 24 | 8  | 9  | 7  | 27 | 23 | +4   |
| 8    | Welayta Dicha FC            | 33  | 24 | 9  | 6  | 9  | 31 | 29 | +2   |
| 9    | Sidama Coffee FC            | 31  | 24 | 9  | 4  | 11 | 27 | 31 | -4   |
| 10   | Dire Dawa City FC           | 28  | 24 | 7  | 7  | 10 | 24 | 31 | -7   |
| 11   | Wolkite City FC             | 22  | 24 | 5  | 7  | 12 | 21 | 29 | -8   |
| 12   | Jimma Aba Jifar FC          | 15  | 24 | 2  | 9  | 13 | 19 | 42 | -23  |
| 13   | Adama City FC               | 14  | 24 | 3  | 5  | 16 | 18 | 42 | -24  |

|  | Qualification pour la Ligue des champions de la CAF 2021-2022                           |
|  | Qualification pour la Coupe de la confédération 2021-2022                               |
|  | Qualifié pour le barrage de relégation                                                  |
|  | T : Tenant du titre C : Vainqueur de la Coupe d'Éthiopie P : Promu de deuxième division |

- Les trois derniers jouent dans un mini-championnat contre trois clubs de deuxième division pour déterminer les trois clubs qui joueront la prochaine saison en première division. Durant ce tournoi les trois représentants de la première division réussissent à se maintenir. Comme il y a trois promotions en première division le championnat de la saison 2021-2022 passera à 16 équipes.

## Bilan de la saison
| Championnat d'Éthiopie de football 2020-2021 |                             |
| Champion                                     | Fasil City (1er titre)      |
| Qualifications continentales                 |                             |
| Ligue des champions de la CAF 2021-2022      | Fasil City                  |
| Coupe de la confédération 2021-2022          | Ethiopian Coffee Sport Club |
| Promotions et relégations                    |                             |
| Promus en Premier League                     | Defence Force Sports Club   |
| Promus en Premier League                     | Addis Abeba City            |
| Promus en Premier League                     | Arba Minch Football Club    |
| Relégués en Second League                    | Aucun                       |